# Pedro Sarmiento
Pedro Enrique Sarmiento (Medellín, 26 oktober 1956 – aldaar, 30 oktober 2024) was een profvoetballer uit Colombia, die na zijn actieve carrière het trainersvak instapte. Hij nam met het Colombiaans voetbalelftal deel aan de Olympische Spelen van 1980 in Moskou.

## Clubcarrière
Sarmiento speelde gedurende zijn carrière dertien seizoenen als middenvelder voor Atlético Nacional en América de Cali. Met beide clubs won hij eenmaal de Colombiaanse landstitel.

## Interlandcarrière
Sarmiento kwam in totaal 37 keer (drie doelpunten) uit voor de nationale ploeg van Colombia in de periode 1980–1985. Hij maakte zijn debuut op 9 juli 1980 in een vriendschappelijke thuiswedstrijd tegen Polen, die met 4-1 werd verloren.
Sarmiento overleed op 30 oktober 2024 op 68-jarige leeftijd aan polycythemie.
| Interlands van Pedro Sarmiento voor Colombia | Interlands van Pedro Sarmiento voor Colombia | Interlands van Pedro Sarmiento voor Colombia | Interlands van Pedro Sarmiento voor Colombia | Interlands van Pedro Sarmiento voor Colombia | Interlands van Pedro Sarmiento voor Colombia |
| №                                            | Datum                                        | Wedstrijd                                    | Uitslag                                      | Competitie                                   | Goals                                        |
| Als speler van Atlético Nacional             | Als speler van Atlético Nacional             | Als speler van Atlético Nacional             | Als speler van Atlético Nacional             | Als speler van Atlético Nacional             | Als speler van Atlético Nacional             |
| -------------------------------------------- | -------------------------------------------- | -------------------------------------------- | -------------------------------------------- | -------------------------------------------- | -------------------------------------------- |
| 1                                            | 9 juli 1980                                  | Colombia – Polen                             | 1 – 4                                        | Oefeninterland                               |                                              |
| 2                                            | 1 februari 1981                              | Colombia – Brazilië                          | 1 – 1                                        | Oefeninterland                               |                                              |
| 3                                            | 10 maart 1981                                | Chili – Colombia                             | 1 – 0                                        | Oefeninterland                               |                                              |
| 4                                            | 15 maart 1981                                | Paraguay – Colombia                          | 0 – 2                                        | Oefeninterland                               |                                              |
| 5                                            | 19 maart 1981                                | Colombia – Chili                             | 1 – 2                                        | Oefeninterland                               |                                              |
| 6                                            | 2 juli 1981                                  | Colombia – Spanje                            | 1 – 1                                        | Oefeninterland                               |                                              |
| 7                                            | 9 augustus 1981                              | Uruguay – Colombia                           | 3 – 2                                        | WK-kwalificatie                              | 40'                                          |
| 8                                            | 16 augustus 1981                             | Peru – Colombia                              | 2 – 0                                        | WK-kwalificatie                              |                                              |
| 9                                            | 13 september 1981                            | Colombia – Uruguay                           | 1 – 1                                        | WK-kwalificatie                              |                                              |
| 10                                           | 14 juli 1983                                 | Colombia – Chili                             | 2 – 2                                        | Oefeninterland                               |                                              |
| 11                                           | 26 juli 1983                                 | Ecuador – Colombia                           | 0 – 0                                        | Oefeninterland                               |                                              |
| 12                                           | 29 juli 1983                                 | Colombia – Ecuador                           | 0 – 0                                        | Oefeninterland                               |                                              |
| 13                                           | 14 augustus 1983                             | Bolivia – Colombia                           | 0 – 1                                        | Copa América                                 |                                              |
| 14                                           | 17 augustus 1983                             | Peru – Colombia                              | 1 – 0                                        | Copa América                                 |                                              |
| 15                                           | 28 augustus 1983                             | Colombia – Peru                              | 2 – 2                                        | Copa América                                 |                                              |
| 16                                           | 31 augustus 1983                             | Colombia – Bolivia                           | 2 – 2                                        | Copa América                                 |                                              |
| 17                                           | 26 juli 1984                                 | Colombia – Peru                              | 1 – 1                                        | Oefeninterland                               |                                              |
| 18                                           | 9 augustus 1984                              | Peru – Colombia                              | 0 – 0                                        | Oefeninterland                               |                                              |
| 19                                           | 24 augustus 1984                             | Colombia – Argentinië                        | 1 – 0                                        | Oefeninterland                               |                                              |
| 20                                           | 9 oktober 1984                               | Mexico – Colombia                            | 1 – 0                                        | Oefeninterland                               |                                              |
| 21                                           | 11 oktober 1984                              | Verenigde Staten – Colombia                  | 1 – 0                                        | Oefeninterland                               |                                              |
| 22                                           | 1 februari 1985                              | Colombia – Zwitserland                       | 2 – 2                                        | Oefeninterland                               | 78'                                          |
| 23                                           | 10 februari 1985                             | Colombia – Polen                             | 1 – 2                                        | Oefeninterland                               |                                              |
| 24                                           | 14 februari 1985                             | Colombia – Polen                             | 1 – 0                                        | Oefeninterland                               | 28'                                          |
| 25                                           | 21 februari 1985                             | Chili – Colombia                             | 1 – 1                                        | Oefeninterland                               |                                              |
| 26                                           | 24 februari 1985                             | Uruguay – Colombia                           | 3 – 0                                        | Oefeninterland                               |                                              |
| 27                                           | 2 maart 1985                                 | Paraguay – Colombia                          | 0 – 3                                        | Oefeninterland                               |                                              |
| 28                                           | 19 april 1985                                | Colombia – Paraguay                          | 2 – 2                                        | Oefeninterland                               |                                              |
| 29                                           | 25 april 1985                                | Brazilië – Colombia                          | 2 – 1                                        | Oefeninterland                               |                                              |
| 30                                           | 28 april 1985                                | Colombia – Uruguay                           | 2 – 1                                        | Oefeninterland                               |                                              |
| 31                                           | 15 mei 1985                                  | Colombia – Brazilië                          | 1 – 0                                        | Oefeninterland                               |                                              |
| 32                                           | 26 mei 1985                                  | Colombia – Peru                              | 1 – 0                                        | WK-kwalificatie                              |                                              |
| 33                                           | 2 juni 1985                                  | Colombia – Argentinië                        | 1 – 3                                        | WK-kwalificatie                              |                                              |
| 34                                           | 9 juni 1985                                  | Peru – Colombia                              | 0 – 0                                        | WK-kwalificatie                              |                                              |
| 35                                           | 16 juni 1985                                 | Argentinië – Colombia                        | 1 – 0                                        | WK-kwalificatie                              |                                              |
| 36                                           | 23 juni 1985                                 | Venezuela – Colombia                         | 2 – 2                                        | WK-kwalificatie                              |                                              |
| 37                                           | 30 juni 1985                                 | Colombia – Venezuela                         | 2 – 0                                        | WK-kwalificatie                              |                                              |

## Erelijst
Atlético Nacional
- Colombiaans landskampioen

1981
 América de Cali
- Colombiaans landskampioen

1985, 1986